# Stephen Christmas
Stephen Christmas (Londra, 12 febbraio 1947 – 20 dicembre 1993) è stato il primo paziente descritto per avere malattia di Christmas (o emofilia B) nel 1952 da un gruppo di medici britannici.

## Biografia
Stephen Christmas nacque da una famiglia inglese a Londra. Emigrato a Toronto, in Canada con la sua famiglia e all'età di due anni gli venne fatta diagnosi di emofilia presso l'Hospital for Sick Children. La famiglia ritornò a Londra nel 1952 per far visita ai loro parenti, e durante il viaggio, Stephen venne ricoverato. Un campione del suo sangue venne inviato al centro emofilia di Oxford, dove Rosemary Biggs e R.G. McFarlane scoprirono che non era carente di fattore VIII, che normalmente è diminuito nell'emofilia classica, ma una proteina diversa, che ha ricevuto nome di fattore di Christmas in suo onore (e più tardi fattore IX).
Stephen si iscrisse alla Ryerson Institute of Technology (ora Università di Ryerson) a Toronto studiando fotografia. Ha lavorato come autista di taxi dopo la laurea ed è stato impiegato per alcuni anni come fotografo medico presso l'ospedale per bambini malati a Toronto. Stephen era dipendente da trasfusioni di sangue e plasma ed è stato infettato con il HIV nel periodo durante il quale sangue ordinariamente non veniva analizzato per questo virus. Divenne un lavoratore attivo per la società canadese di emofilia e nella campagna per la sicurezza delle trasfusioni, sviluppò l'AIDS, e morì nel 1993.